# Крилата орашица
Крилата орашица или самара је ахенија, једноставно суво воће и непопустљиво. Облик јој омогућава да има семе даље од дрвета него што је уобичајено.
У неким случајевима семе се налази у средишту крила, као код бреста и хмеља. У другим семе је са једне стране, са крилом које се протеже на другу страну, па се семе аутоматски окреће при паду, као код јавора и јасена.
Неке врсте које нормално производе упарене крилате орашице, попут обичног јавора, могу их произвести и у групама од три или четири.

## Култура
Крилата орашица се понекад назива кључ, често хеликоптер, зврк или, на северу Енглеске, Spinning jenny. Током јесењих месеци, они су популаран извор забаве за децу која уживају у бацању крилатих орашица у ваздух и гледању како се окрећу на тлу.

## Галерија
- Необична група од три крилата орашица обичног јавора. Обично су у паровима.
- Семе тропског пепела.
- Дрво птелеа.
- Сибирски брест.